# Закотное (Донецкая область)
Закотное (укр. Закітне) — село в Краматорском районе Донецкой области Украины.

## Географическое положение
Село Закотное расположено на берегу реки Северский Донец. К территории села примыкает отделение украинского степного природного заповедника «Меловая флора».

## История
Основано около 1681 года донскими казаками как небольшая крепость Меловой Брод. В 1708 году в урочище Кривая Лука неподалёку от сёл Кривая Лука и Закотное потерпели поражение от царских войск и слободских казаков булавинские повстанцы (бунтовщики). Перед этим боем на реке Уразовой донцы наголову разбили слободской Сумской полк, но с многократно превосходящими царскими войсками справиться не смогли. В дальнейшем эти земли были у донских казаков отобраны и переданы в управление слобожанам.
В 1901 году на средства жителей была построена однопрестольная каменная церковь в честь Рождества Пресвятой Богородицы. В 1930-е годы церковь была разрушена. В это время в селе проживало более двух с половиной тысяч человек.
В 2010 году был построен новый храм. 31 июня 2010 года состоялось его освящение.

### Бои в районе села
В апреле 2014 года село было взято под контроль вооружёнными формированиями самопровозглашённой ДНР.
В мае—июне 2014 г. в районе села велись ожесточённые бои. Бойцы самопровозглашённой Донецкой народной республики взорвали мост через реку Северский Донец в селе Закотное. Большая часть населения была вынуждена покинуть село.
1 июля 2014 года украинская сторона объявила о взятии под контроль села Закотное.

## Население
Население Закотного по переписи 2001 года составляет 573 человека.

## Местный совет
Адрес местного совета: 84461, Донецкая область, Краматорский район, г. Лиман, ул. Независимости, 46

## Известные уроженцы
В селе родился Виктор Андреевич Слаута (род. 1952) — заслуженный работник сельского хозяйства Украины, кандидат экономических наук, Народный депутат Украины 4, 5, 6 созывов, министр аграрной политики Украины (январь—декабрь 2004), вице-премьер-министр Украины (февраль—декабрь 2007), вице-премьер-министр Украины по вопросам АПК (март—октябрь 2010), советник Президента Украины (октябрь 2010 — март 2014).